# Großer Preis von Monaco 1988
Der Große Preis von Monaco 1988 (offiziell 46e Grand Prix de Monaco) fand am 15. Mai auf dem Circuit de Monaco in Monte Carlo statt und war das dritte Rennen der Formel-1-Weltmeisterschaft 1988.

## Berichte

### Hintergrund
Hinsichtlich des Teilnehmerfeldes gab es keine Veränderung im Vergleich zum Großen Preis von San Marino zwei Wochen zuvor.

### Training
Stefano Modena wurde vor Beginn des ersten Trainings für das Rennwochenende gesperrt, da er einer Aufforderung zum Wiegen nicht nachkam.
Erneut schlug Ayrton Senna in der Qualifikation seinen McLaren-Teamkollegen Alain Prost, diesmal um rund 1,4 Sekunden. Mit einer um weitere rund 1,2 Sekunden langsameren Rundenzeit folgte Gerhard Berger vor seinem Ferrari-Teamkollegen Michele Alboreto. Nigel Mansell und Alessandro Nannini bildeten die dritte Startreihe vor Derek Warwick und Riccardo Patrese.
Die beiden Lotus-Piloten hatten schlechte Trainingsergebnisse zu verzeichnen. Während sich der amtierende Weltmeister Nelson Piquet als Elfter qualifizierte, verfehlte Satoru Nakajima die Qualifikation.

### Rennen
Beim Start verteidigte Senna die Führung, während Berger Prost überholte, als der Franzose vorübergehend den zweiten Gang nicht einlegen konnte. Dahinter ereigneten sich in Sainte-Dévote verschiedene Unfälle: Alex Caffi prallte mit seinem Dallara gegen die Wand, Philippe Streiff, der in seinem AGS als Zwölfter gestartet war, schied aus, als ein Gaszug riss und Weltmeister Piquet kollidierte mit Eddie Cheever, was den Brasilianer dazu zwang, am Ende der ersten Runde aufzugeben und damit ein katastrophales Wochenende für das Lotus-Team zu beenden.
Die Startreihenfolge von Senna, Berger, Prost, Mansell, Alboreto und Nannini wurde bis zur 33. Runde beibehalten, als Alboreto Mansell am Schwimmbad im Zweikampf berührte und das Rennen des Engländers beendete. Nannini erlitt dann in Runde 39 einen Getriebeschaden. In Runde 51 kollidierte Patrese mit dem Lola von Philippe Alliot, als er versuchte, ihn zu überrunden, Alliot schied sofort aus.
In Runde 54 überholte Prost Berger auf dem Weg nach Sainte-Dévote für den zweiten Platz, während Senna unterdessen einen Vorsprung von etwa 50 Sekunden herausgefahren hatte. Um etwas Druck auf seinen Teamkollegen auszuüben, fing er an, mit ihm die schnellsten Runden zu fahren. Elf Runden vor Schluss forderte McLaren-Teamchef Ron Dennis Senna per Funk auf, langsamer zu fahren, um einen sicheren Doppelsieg zu gewährleisten, wodurch Prost sechs Sekunden gewinnen konnte.
In der 67. Runde verunglückte Senna aufgrund eines Fahrfehlers in der Portier-Kurve und beschädigte seine Vorderradaufhängung. Er kehrte daraufhin nicht in die Box seines Teams zurück, sondern verschwand umgehend in seinem Appartement, welches er in Monaco besaß. Das McLaren-Team hörte erst an diesem Abend etwas von ihm, als er beim Packen an die Box ging.
Damit holte Prost seinen vierten Monaco-Sieg in fünf Jahren, Berger lag etwa 20 Sekunden zurück und Alboreto weitere 21 Sekunden. Derek Warwick wurde nach einem rennlangen Kampf mit Jonathan Palmer Vierter, während Patrese sich von seiner Kollision mit Alliot erholte und den letzten Punkt holte, indem er in der letzten Runde den anderen Lola von Yannick Dalmas überholte. Patreses Punkt war auch der erste WM-Punkt überhaupt, den ein Auto mit Judd-Antrieb erzielte, und sein erster Punkt für Williams.

## Meldeliste
| Team                           | Nr. | Fahrer             | Chassis           | Motor                    | Reifen |
| ------------------------------ | --- | ------------------ | ----------------- | ------------------------ | ------ |
| Camel Team Lotus Honda         | 01  | Nelson Piquet      | Lotus 100T        | Honda RA168E 1.5 V6t     | G      |
| Camel Team Lotus Honda         | 02  | Satoru Nakajima    | Lotus 100T        | Honda RA168E 1.5 V6t     | G      |
| Tyrrell Racing Organisation    | 03  | Jonathan Palmer    | Tyrrell 017       | Ford Cosworth DFZ 3.5 V8 | G      |
| Tyrrell Racing Organisation    | 04  | Julian Bailey      | Tyrrell 017       | Ford Cosworth DFZ 3.5 V8 | G      |
| Canon Williams Team            | 05  | Nigel Mansell      | Williams FW12     | Judd CV 3.5 V8           | G      |
| Canon Williams Team            | 06  | Riccardo Patrese   | Williams FW12     | Judd CV 3.5 V8           | G      |
| West Zakspeed Racing           | 09  | Piercarlo Ghinzani | Zakspeed 881      | Zakspeed 1500/4 1.5 L4t  | G      |
| West Zakspeed Racing           | 10  | Bernd Schneider    | Zakspeed 881      | Zakspeed 1500/4 1.5 L4t  | G      |
| Honda Marlboro McLaren         | 11  | Alain Prost        | McLaren MP4/4     | Honda RA168E 1.5 V6t     | G      |
| Honda Marlboro McLaren         | 12  | Ayrton Senna       | McLaren MP4/4     | Honda RA168E 1.5 V6t     | G      |
| AGS Racing                     | 14  | Philippe Streiff   | AGS JH23          | Ford Cosworth DFZ 3.5 V8 | G      |
| Leyton House March Racing Team | 15  | Maurício Gugelmin  | March 881         | Judd CV 3.5 V8           | G      |
| Leyton House March Racing Team | 16  | Ivan Capelli       | March 881         | Judd CV 3.5 V8           | G      |
| USF&G Arrows Megatron          | 17  | Derek Warwick      | Arrows A10B       | Megatron M12/13 1.5 L4t  | G      |
| USF&G Arrows Megatron          | 18  | Eddie Cheever      | Arrows A10B       | Megatron M12/13 1.5 L4t  | G      |
| Benetton Formula Ltd           | 19  | Alessandro Nannini | Benetton B188     | Ford Cosworth DFR 3.5 V8 | G      |
| Benetton Formula Ltd           | 20  | Thierry Boutsen    | Benetton B188     | Ford Cosworth DFR 3.5 V8 | G      |
| Osella Squadra Corse           | 21  | Nicola Larini      | Osella FA1L       | Osella 890T 1.5 V8t      | G      |
| Rial Racing                    | 22  | Andrea de Cesaris  | Rial ARC1         | Ford Cosworth DFZ 3.5 V8 | G      |
| Lois Minardi Team              | 23  | Adrián Campos      | Minardi M188      | Ford Cosworth DFZ 3.5 V8 | G      |
| Lois Minardi Team              | 24  | Luis Pérez-Sala    | Minardi M188      | Ford Cosworth DFZ 3.5 V8 | G      |
| Ligier Loto                    | 25  | René Arnoux        | Ligier JS31       | Judd CV 3.5 V8           | G      |
| Ligier Loto                    | 26  | Stefan Johansson   | Ligier JS31       | Judd CV 3.5 V8           | G      |
| Scuderia Ferrari SpA SEFAC     | 27  | Michele Alboreto   | Ferrari F1-87/88C | Ferrari 033E 1.5 V6t     | G      |
| Scuderia Ferrari SpA SEFAC     | 28  | Gerhard Berger     | Ferrari F1-87/88C | Ferrari 033E 1.5 V6t     | G      |
| Larrousse Calmels              | 29  | Yannick Dalmas     | Lola LC88         | Ford Cosworth DFZ 3.5 V8 | G      |
| Larrousse Calmels              | 30  | Philippe Alliot    | Lola LC88         | Ford Cosworth DFZ 3.5 V8 | G      |
| Coloni SpA                     | 31  | Gabriele Tarquini  | Coloni FC188      | Ford Cosworth DFZ 3.5 V8 | G      |
| EuroBrun Racing                | 32  | Oscar Larrauri     | EuroBrun ER188    | Ford Cosworth DFZ 3.5 V8 | G      |
| EuroBrun Racing                | 33  | Stefano Modena     | EuroBrun ER188    | Ford Cosworth DFZ 3.5 V8 | G      |
| BMS Scuderia Italia            | 36  | Alex Caffi         | Dallara F188      | Ford Cosworth DFZ 3.5 V8 | G      |

## Klassifikationen

### Qualifying
| Pos. | Fahrer             | Konstrukteur    | Vorqualifikation | Vorqualifikation  | 1. Qualifikationstraining | 1. Qualifikationstraining | 2. Qualifikationstraining | 2. Qualifikationstraining | Start |
| Pos. | Fahrer             | Konstrukteur    | Zeit             | Ø-Geschwindigkeit | Zeit                      | Ø-Geschwindigkeit         | Zeit                      | Ø-Geschwindigkeit         | Start |
| ---- | ------------------ | --------------- | ---------------- | ----------------- | ------------------------- | ------------------------- | ------------------------- | ------------------------- | ----- |
| 01   | Ayrton Senna       | McLaren-Honda   | keine Zeit       | –                 | 1:26,464                  | 138,564 km/h              | 1:23,998                  | 142,632 km/h              | 01    |
| 02   | Alain Prost        | McLaren-Honda   | keine Zeit       | –                 | 1:28,375                  | 135,568 km/h              | 1:25,425                  | 140,249 km/h              | 02    |
| 03   | Gerhard Berger     | Ferrari         | keine Zeit       | –                 | 1:29,001                  | 134,614 km/h              | 1:26,685                  | 138,211 km/h              | 03    |
| 04   | Michele Alboreto   | Ferrari         | keine Zeit       | –                 | 1:29,931                  | 133,222 km/h              | 1:27,297                  | 137,242 km/h              | 04    |
| 05   | Nigel Mansell      | Williams-Judd   | keine Zeit       | –                 | 1:28,475                  | 135,415 km/h              | 1:27,665                  | 136,666 km/h              | 05    |
| 06   | Alessandro Nannini | Benetton-Ford   | keine Zeit       | –                 | 1:29,093                  | 134,475 km/h              | 1:27,869                  | 136,348 km/h              | 06    |
| 07   | Derek Warwick      | Arrows-Megatron | keine Zeit       | –                 | 1:29,928                  | 133,227 km/h              | 1:27,872                  | 136,344 km/h              | 07    |
| 08   | Riccardo Patrese   | Williams-Judd   | keine Zeit       | –                 | 1:29,130                  | 134,419 km/h              | 1:28,016                  | 136,121 km/h              | 08    |
| 09   | Eddie Cheever      | Arrows-Megatron | keine Zeit       | –                 | 1:32,889                  | 128,980 km/h              | 1:28,227                  | 135,795 km/h              | 09    |
| 10   | Jonathan Palmer    | Tyrrell-Ford    | keine Zeit       | –                 | 1:30,679                  | 132,123 km/h              | 1:28,358                  | 135,594 km/h              | 10    |
| 11   | Nelson Piquet      | Lotus-Honda     | keine Zeit       | –                 | 1:30,924                  | 131,767 km/h              | 1:28,403                  | 135,525 km/h              | 11    |
| 12   | Philippe Streiff   | AGS-Ford        | keine Zeit       | –                 | 1:29,597                  | 133,719 km/h              | 1:28,527                  | 135,335 km/h              | 12    |
| 13   | Philippe Alliot    | Lola-Ford       | keine Zeit       | –                 | 1:31,375                  | 131,117 km/h              | 1:28,536                  | 135,321 km/h              | 13    |
| 14   | Maurício Gugelmin  | March-Judd      | keine Zeit       | –                 | 1:32,148                  | 130,017 km/h              | 1:28,610                  | 135,208 km/h              | 14    |
| 15   | Luis Pérez-Sala    | Minardi-Ford    | keine Zeit       | –                 | 1:31,662                  | 130,706 km/h              | 1:28,625                  | 135,185 km/h              | 15    |
| 16   | Thierry Boutsen    | Benetton-Ford   | keine Zeit       | –                 | 1:29,539                  | 133,805 km/h              | 1:28,640                  | 135,162 km/h              | 16    |
| 17   | Alex Caffi         | Dallara-Ford    | 1:54,008         | 105,087 km/h      | 1:33,691                  | 127,876 km/h              | 1:29,075                  | 134,502 km/h              | 17    |
| 18   | Oscar Larrauri     | EuroBrun-Ford   | 1:57,118         | 102,297 km/h      | 1:31,861                  | 130,423 km/h              | 1:29,093                  | 134,475 km/h              | 18    |
| 19   | Andrea de Cesaris  | Rial-Ford       | 2:00,911         | 99,088 km/h       | 1:33,183                  | 128,573 km/h              | 1:29,298                  | 134,166 km/h              | 19    |
| 20   | René Arnoux        | Ligier-Judd     | keine Zeit       | –                 | 1:31,964                  | 130,277 km/h              | 1:29,480                  | 133,894 km/h              | 20    |
| 21   | Yannick Dalmas     | Lola-Ford       | keine Zeit       | –                 | 1:35,158                  | 125,904 km/h              | 1:29,601                  | 133,713 km/h              | 21    |
| 22   | Ivan Capelli       | March-Judd      | keine Zeit       | –                 | 1:35,256                  | 125,775 km/h              | 1:29,603                  | 133,710 km/h              | 22    |
| 23   | Piercarlo Ghinzani | Zakspeed        | keine Zeit       | –                 | 1:33,005                  | 128,819 km/h              | 1:30,121                  | 132,941 km/h              | 23    |
| 24   | Gabriele Tarquini  | Coloni-Ford     | 1:59,908         | 99,917 km/h       | 1:32,792                  | 129,115 km/h              | 1:30,252                  | 132,748 km/h              | 24    |
| 25   | Nicola Larini      | Osella          | keine Zeit       | –                 | 1:36,705                  | 123,890 km/h              | 1:30,335                  | 132,626 km/h              | 25    |
| 26   | Stefan Johansson   | Ligier-Judd     | keine Zeit       | –                 | 1:36,036                  | 124,753 km/h              | 1:30,505                  | 132,377 km/h              | 26    |
| DNQ  | Satoru Nakajima    | Lotus-Honda     | keine Zeit       | –                 | 1:30,611                  | 132,222 km/h              | 1:31,573                  | 130,833 km/h              | –     |
| DNQ  | Bernd Schneider    | Zakspeed        | keine Zeit       | –                 | keine Zeit                | –                         | 1:30,613                  | 132,219 km/h              | –     |
| DNQ  | Adrián Campos      | Minardi-Ford    | keine Zeit       | –                 | 1:32,627                  | 129,345 km/h              | 1:30,793                  | 131,957 km/h              | –     |
| DNQ  | Julian Bailey      | Tyrrell-Ford    | keine Zeit       | –                 | 1:34,192                  | 127,196 km/h              | 1:30,816                  | 131,924 km/h              | –     |
| DSQ  | Stefano Modena     | EuroBrun-Ford   | keine Zeit       | –                 | keine Zeit                | –                         | keine Zeit                | –                         | –     |

### Rennen
| Pos. | Fahrer             | Konstrukteur    | Runden | Stopps | Zeit        | Start | Schnellste Runde |
| ---- | ------------------ | --------------- | ------ | ------ | ----------- | ----- | ---------------- |
| 01   | Alain Prost        | McLaren-Honda   | 78     | 0      | 1:57:17,077 | 2     | 1:26,714         |
| 02   | Gerhard Berger     | Ferrari         | 78     | 0      | + 20,453    | 3     | 1:28,899         |
| 03   | Michele Alboreto   | Ferrari         | 78     | 0      | + 41,229    | 4     | 1:28,931         |
| 04   | Derek Warwick      | Arrows-Megatron | 77     | 0      | + 1 Runde   | 7     | 1:29,618         |
| 05   | Jonathan Palmer    | Tyrrell-Ford    | 77     | 0      | + 1 Runde   | 10    | 1:30,171         |
| 06   | Riccardo Patrese   | Williams-Judd   | 77     | 1      | + 1 Runde   | 8     | 1:28,411         |
| 07   | Yannick Dalmas     | Lola-Ford       | 77     | 0      | + 1 Runde   | 21    | 1:28,465         |
| 08   | Thierry Boutsen    | Benetton-Ford   | 76     | 0      | + 2 Runden  | 16    | 1:29,831         |
| 09   | Nicola Larini      | Osella          | 75     | 0      | + 3 Runden  | 25    | 1:31,635         |
| 10   | Ivan Capelli       | March-Judd      | 72     | 0      | + 6 Runden  | 22    | 1:29,642         |
| –    | Ayrton Senna       | McLaren-Honda   | 66     | 0      | DNF         | 1     | 1:26,321         |
| –    | Philippe Alliot    | Lola-Ford       | 50     | 0      | DNF         | 13    | 1:30,749         |
| –    | Maurício Gugelmin  | March-Judd      | 45     | 0      | DNF         | 14    | 1:29,934         |
| –    | Piercarlo Ghinzani | Zakspeed        | 43     | 0      | DNF         | 23    | 1:32,308         |
| –    | Alessandro Nannini | Benetton-Ford   | 38     | 0      | DNF         | 6     | 1:29,693         |
| –    | Luis Pérez-Sala    | Minardi-Ford    | 36     | 0      | DNF         | 15    | 1:30,226         |
| –    | Nigel Mansell      | Williams-Judd   | 32     | 0      | DNF         | 5     | 1:28,975         |
| –    | Andrea de Cesaris  | Rial-Ford       | 28     | 0      | DNF         | 19    | 1:30,397         |
| –    | René Arnoux        | Ligier-Judd     | 17     | 0      | DNF         | 20    | 1:32,797         |
| –    | Oscar Larrauri     | EuroBrun-Ford   | 14     | 0      | DNF         | 18    | 1:32,320         |
| –    | Eddie Cheever      | Arrows-Megatron | 8      | 0      | DNF         | 9     | 1:31,757         |
| –    | Stefan Johansson   | Ligier-Judd     | 6      | 0      | DNF         | 26    | 1:34,016         |
| –    | Gabriele Tarquini  | Coloni-Ford     | 5      | 0      | DNF         | 24    | 1:33,570         |
| –    | Nelson Piquet      | Lotus-Honda     | 0      | 0      | DNF         | 11    | –                |
| –    | Philippe Streiff   | AGS-Ford        | 0      | 0      | DNF         | 12    | –                |
| –    | Alex Caffi         | Dallara-Ford    | 0      | 0      | DNF         | 17    | –                |

## WM-Stände nach dem Rennen
Die ersten sechs des Rennens bekamen 9, 6, 4, 3, 2 bzw. 1 Punkt(e). In der Fahrerwertung wurden die besten elf Resultate, in der Konstrukteurswertung alle Resultate gewertet.

### Fahrerwertung
| Pos. | Fahrer             | Konstrukteur    | Punkte |
| ---- | ------------------ | --------------- | ------ |
| 01   | Alain Prost        | McLaren-Honda   | 24     |
| 02   | Gerhard Berger     | Ferrari         | 14     |
| 03   | Ayrton Senna       | McLaren-Honda   | 9      |
| 04   | Nelson Piquet      | Lotus-Honda     | 8      |
| 05   | Michele Alboreto   | Ferrari         | 6      |
| 06   | Derek Warwick      | Arrows-Megatron | 6      |
| 07   | Thierry Boutsen    | Benetton-Ford   | 3      |
| 08   | Jonathan Palmer    | Tyrrell-Ford    | 2      |
| 09   | Satoru Nakajima    | Lotus-Honda     | 1      |
| 10   | Alessandro Nannini | Benetton-Ford   | 1      |
| 11   | Riccardo Patrese   | Williams-Judd   | 1      |
| 12   | Eddie Cheever      | Arrows-Megatron | 0      |
| 13   | Yannick Dalmas     | Lola-Ford       | 0      |
| 14   | Stefan Johansson   | Ligier-Judd     | 0      |
| 15   | Nicola Larini      | Osella          | 0      |

| Pos. | Fahrer             | Konstrukteur  | Punkte |
| ---- | ------------------ | ------------- | ------ |
| 16   | Philippe Streiff   | AGS-Ford      | 0      |
| 17   | Ivan Capelli       | March-Judd    | 0      |
| 18   | Luis Pérez-Sala    | Minardi-Ford  | 0      |
| 19   | Maurício Gugelmin  | March-Judd    | 0      |
| 20   | Adrián Campos      | Minardi-Ford  | 0      |
| 21   | Philippe Alliot    | Lola-Ford     | 0      |
| –    | Andrea de Cesaris  | Rial-Ford     | 0      |
| –    | Gabriele Tarquini  | Coloni-Ford   | 0      |
| –    | René Arnoux        | Ligier-Judd   | 0      |
| –    | Stefano Modena     | EuroBrun-Ford | 0      |
| –    | Nigel Mansell      | Williams-Judd | 0      |
| –    | Oscar Larrauri     | EuroBrun-Ford | 0      |
| –    | Julian Bailey      | Tyrrell-Ford  | 0      |
| –    | Alex Caffi         | Dallara-Ford  | 0      |
| –    | Piercarlo Ghinzani | Zakspeed      | 0      |

### Konstrukteurswertung
| Pos. | Konstrukteur    | Punkte |
| ---- | --------------- | ------ |
| 01   | McLaren-Honda   | 33     |
| 02   | Ferrari         | 20     |
| 03   | Lotus-Honda     | 9      |
| 05   | Arrows-Megatron | 6      |
| 04   | Benetton-Ford   | 4      |
| 06   | Tyrrell-Ford    | 2      |
| 07   | Williams-Judd   | 1      |
| 08   | Lola-Ford       | 0      |
| 09   | Ligier-Judd     | 0      |

| Pos. | Konstrukteur  | Punkte |
| ---- | ------------- | ------ |
| 10   | Osella        | 0      |
| 11   | AGS-Ford      | 0      |
| 12   | March-Judd    | 0      |
| 13   | Minardi-Ford  | 0      |
| –    | Rial-Ford     | 0      |
| –    | Coloni-Ford   | 0      |
| –    | EuroBrun-Ford | 0      |
| –    | Dallara-Ford  | 0      |
| –    | Zakspeed      | 0      |